# Бухаров, Александр Евгеньевич
Алекса́ндр Евге́ньевич Буха́ров (род. 12 марта 1985, Брежнев, Татарская АССР) — российский футболист, нападающий. Четырёхкратный чемпион России.

## Клубная карьера
Заниматься футболом начал в родном городе. На взрослом уровне дебютировал в 2002 году в клубе «Краснодар-2000», выступавшем в зоне «Юг» второго дивизиона. Перед началом сезона 2003 года перешёл в новороссийский «Черноморец», вышедший в Премьер-лигу, к играм основной команды не привлекался. В том же сезоне выступал за «Рубин-2» — фарм-клуб «Рубина», в Первенстве КФК, забил 10 мячей. Следующий сезон провёл в «Рубине-2» уже во втором дивизионе. В 2005 году начал выступления за «Рубин», играл в том сезоне как за основную команду, так и за дубль.
В начале июля 2006 года на тренировке получил тяжёлую травму (разрыв крестообразной связки колена), из-за которой не играл около полугода. В конце февраля 2007 года на тренировочном сборе произошёл рецидив этой травмы, и Бухаров вновь надолго выбыл из строя. В начале мая опять на тренировке получил аналогичную травму и выбыл из строя до конца сезона, не сыграв в 2007 году ни в одном официальном матче.
В январе 2008 года продлил контракт с «Рубином» на три года. Забив несколько важных мячей, помог команде стать чемпионом страны, всего в том сезоне забил 6 мячей в 20 играх.
В первом же матче чемпионата России 2009 против «Кубани» (3:0) сделал дубль и отдал голевую передачу. Стал автором двух хет-триков по результатам 20 туров премьер-лиги-2009: 6 июля в матче против подмосковных «Химок», 16 августа в ворота грозненского «Терека».
19 июля 2010 года перешёл в «Зенит», подписав контракт на 4 года. Дебютировал за команду, выйдя на замену во втором тайме матча 17 тура чемпионата против «Динамо» (1:1). Первый гол забил в гостевом матче 19 тура против «Локомотива» (0:3). Провёл на поле все 90 минут и отличился на 67-й минуте после проникающего паса от Быстрова, сделав счёт 2:0. 21 октября в матче группового этапа Лиги Европы против «Хайдука» забил свой первый мяч за «Зенит» в еврокубках. 14 ноября 2010 года стал чемпионом России. В 28-м туре «Зенит» обыграл «Ростов» со счётом 5:0, а Бухаров отметился дублем.
Вечером 2 сентября 2013 года был задержан сотрудниками правоохранительных органов в VIP-зале ожидания аэропорта Пулково, где ожидал свой рейс в Казань: всем футболистам «Зенита», не вызванным в национальные сборные, был предоставлен краткосрочный отпуск. Причиной послужило то, что Бухаров, находясь в состоянии сильного алкогольного опьянения, устроил дебош. Ночь провёл в отделении полиции, где ему было предъявлено обвинение в совершении административного правонарушения по статье 20.1 КоАП РФ «Мелкое хулиганство»
В январе 2014 года перешёл на правах аренды до конца сезона в махачкалинский «Анжи». Первый гол за «Анжи» забил в 20 туре чемпионата России в ворота «Рубина». 20 мая 2014 года агент Олег Артёмов сообщил, что его клиент не вернётся в «Зенит», которому он принадлежал до последнего времени. Весеннюю часть сезона провёл на правах аренды в махачкалинском «Анжи».
2 июля 2014 года в качестве свободного агента подписал контракт с «Ростовом» сроком на два года. 22 февраля 2018 года расторг контракт. 25 июля 2018 года подписал однолетний контракт с «Рубином». В начале мая 2019 получил травму и по истечении контракта покинул клуб. В июле появилась информация о переходе Бухарова в «Сочи», впоследствии не подтвердившаяся.

## Карьера в сборной
Выступал за юношескую, студенческую и молодёжную сборные России. На Универсиаде 2005 года, прошедшей в Измире, стал лучшим бомбардиром российской команды.
21 августа 2009 года получил вызов в национальную сборную. Дебютировал в сборной 14 октября 2009 года, выйдя на 64-й минуте на замену вместо Владимира Быстрова в матче против сборной Азербайджана. При Адвокате вышел на поле в товарищеском матче с Бельгией, после в сборную не вызывался.
19 августа 2011 года был вызван во вторую сборную России на матч c олимпийской сборной Беларуси.
13 марта 2017 был вызван в сборную Станиславом Черчесовым. В матче против сборной Кот-д’Ивуара (0:2) вышел в стартовом составе. 28 марта в матче против сборной Бельгии (3:3) забил гол.

## Статистика выступлений

### Клубная статистика
По состоянию на 30 мая 2019 года
| Клуб             | Сезон            | Лига | Лига | Кубки | Кубки | Еврокубки | Еврокубки | Итого | Итого |
| Клуб             | Сезон            | Игры | Голы | Игры  | Голы  | Игры      | Голы      | Игры  | Голы  |
| ---------------- | ---------------- | ---- | ---- | ----- | ----- | --------- | --------- | ----- | ----- |
| Черноморец       | 2003             | 0    | 0    | 0     | 0     | 0         | 0         | 0     | 0     |
| Черноморец       | Итого            | 0    | 0    | 0     | 0     | 0         | 0         | 0     | 0     |
| Рубин            | 2005             | 8    | 2    | 1     | 0     | 0         | 0         | 9     | 2     |
| Рубин            | 2006             | 8    | 5    | 5     | 1     | 0         | 0         | 13    | 6     |
| Рубин            | 2007             | 0    | 0    | 0     | 0     | 0         | 0         | 0     | 0     |
| Рубин            | 2008             | 20   | 6    | 0     | 0     | 0         | 0         | 20    | 6     |
| Рубин            | 2009             | 23   | 16   | 2     | 0     | 4         | 0         | 29    | 16    |
| Рубин            | 2010             | 12   | 4    | 1     | 1     | 4         | 2         | 17    | 7     |
| Рубин            | Итого            | 71   | 33   | 9     | 2     | 8         | 2         | 88    | 37    |
| Зенит (С-Пб)     | 2010             | 10   | 4    | 0     | 0     | 7         | 3         | 17    | 7     |
| Зенит (С-Пб)     | 2011/12          | 31   | 6    | 4     | 2     | 6         | 0         | 41    | 8     |
| Зенит (С-Пб)     | 2012/13          | 9    | 1    | 3     | 0     | 1         | 0         | 13    | 1     |
| Зенит (С-Пб)     | 2013/14          | 4    | 0    | 1     | 0     | 2         | 1         | 6     | 1     |
| Зенит (С-Пб)     | Итого            | 54   | 11   | 6     | 2     | 13        | 4         | 73    | 17    |
| Анжи             | 2013/14          | 10   | 2    | 0     | 0     | 4         | 0         | 14    | 2     |
| Анжи             | Итого            | 10   | 2    | 0     | 0     | 4         | 0         | 14    | 2     |
| Ростов           | 2014/15          | 28   | 5    | 2     | 0     | 2         | 0         | 32    | 5     |
| Ростов           | 2015/16          | 25   | 3    | 0     | 0     | 0         | 0         | 25    | 3     |
| Ростов           | 2016/17          | 18   | 6    | 0     | 0     | 9         | 1         | 26    | 7     |
| Ростов           | 2017/18          | 11   | 2    | 2     | 1     | 0         | 0         | 13    | 3     |
| Ростов           | Итого            | 82   | 16   | 4     | 1     | 11        | 1         | 97    | 18    |
| Рубин            | 2018/19          | 21   | 0    | 1     | 0     | 0         | 0         | 22    | 0     |
| Рубин            | Итого            | 21   | 0    | 1     | 0     | 0         | 0         | 22    | 0     |
| Всего за карьеру | Всего за карьеру | 238  | 62   | 20    | 5     | 36        | 7         | 294   | 74    |

Занимает третье место в истории чемпионатов России по количеству матчей, в которых выходил на замену (103). Всего в чемпионатах России сыграл 238 матчей и забил 61 мяч.

### Матчи за сборную
| № | Дата            | Соперник       | Счёт | Голы Бухарова | Соревнование             |
| - | --------------- | -------------- | ---- | ------------- | ------------------------ |
| 1 | 14 октября 2009 | Азербайджан    | 1:1  | -             | Отборочные матчи ЧМ-2010 |
| 2 | 17 ноября 2010  | Бельгия        | 0:2  | -             | Товарищеский матч        |
| 3 | 24 марта 2017   | Кот-д’Ивуар    | 0:2  | -             | Товарищеский матч        |
| 4 | 28 марта 2017   | Бельгия        | 3:3  | 1             | Товарищеский матч        |
| 5 | 5 июня 2017     | Венгрия        | 3:0  | -             | Товарищеский матч        |
| 6 | 9 июня 2017     | Чили           | 1:1  | -             | Товарищеский матч        |
| 7 | 17 июня 2017    | Новая Зеландия | 2:0  | -             | Кубок конфедераций 2017  |
| 8 | 21 июня 2017    | Португалия     | 0:1  | -             | Кубок конфедераций 2017  |
| 9 | 24 июня 2017    | Мексика        | 1:2  | -             | Кубок конфедераций 2017  |

Итого: 9 матчей / 1 гол; 2 победы, 3 ничьи, 4 поражения.

## Достижения

### Командные
«Рубин»
- Чемпион России: 2008, 2009
- Финалист Кубка России: 2008/09
- Обладатель Суперкубка России: 2010

«Зенит»
- Чемпион России: 2010, 2011/12
- Обладатель Суперкубка России: 2011
- Серебряный призёр чемпионата России: 2012/13

«Ростов»
- Серебряный призёр чемпионата России: 2015/16

«Рубин-2»
- Победитель Первенства МФС «Приволжье» (III дивизион): 2003

### Личные
- В списках 33 лучших футболистов чемпионата России (1): № 2 (2009)